# Мокери, Жорж Алексис
Жорж Алексис Мокери (фр. Georges Alexis Mocquery; 1771—1847) — французский военный деятель, генерал-лейтенант (1825 год), участник революционных и наполеоновских войн.

## Биография
22 сентября 1791 года вступил на военную службу во 2-й батальон волонтёров Йонны. 22 сентября 1792 года произведён в лейтенанты, 18 марта 1793 года ранен в сражении у Неервиндена. 12 апреля 1794 года стал капитаном, 25 июля 1795 года назначен адъютантом генерала Боннара.
31 января 1803 года произведён в командиры батальона, 15 мая 1807 года возглавил батальон 47-го полка линейной пехоты. 14 июля 1808 года отличился в сражении при Медина-де-Риосеко. 28 августа 1808 года — полковник штаба, 12 ноября того же года был зачислен в штаб Армии Испании, 8 декабря назначен комендантом форта Ретиро в Мадриде.
28 июля 1809 года назначен губернатором Толедо, и с гарнизоном из 1200 поляков в течение 10 дней подряд успешно отбивал атаки от 10 до 12 000 военнослужащих испанской армии. Его оборона была настолько хорошо организована, что враг терпел неудачу в своих попытках овладеть городом, и терял большое количество людей в безуспешных штурмах. Толедо, который имел большое значение для французской армии в Испании, был сохранён. Жозеф Бонапарт высоко оценил умелую оборону Мокери.
6 августа 1811 года повышен до бригадного генерала. 1 ноября стал начальником штаба 1-го корпуса в Кадисе. 7 февраля 1812 года возглавил бригаду в 1-й пехотной дивизии Южной армии, 16 июля 1813 года — 2-ю в 6-й пехотной дивизии Пиренейской армии. 13 декабря 1813 года сломал левую руку в битве у Сен-Пьер-д’Ируб, и через три дня вернулся во Францию.
Во время «Ста дней» 22 апреля 1815 года стал командующим департамента Сарта. При второй реставрации Бурбонов без служебного назначения. 23 мая 1825 года произведён в генерал-лейтенанты, в 1834 году вышел в отставку. С 1837 по 1847 годы был мэром Сент-Авентена.

## Титулы
- Барон Мокери и Империи (фр. baron Mocquery et de l'Empire; декрет от 6 августа 1811 года, патент не подтверждён)[1].

## Награды
Легионер ордена Почётного легиона (14 июня 1804 года)
 Офицер ордена Почётного легиона (4 сентября 1808 года)
 Кавалер военного ордена Святого Людовика (август 1814 года)
 Коммандан ордена Почётного легиона (14 февраля 1815 года)